# Жан Віктор Дюрюї
Віктор Жан Дюрюї (фр. Victor Jean Duruy; 1811—1894) — французький історик і державний діяч, член Французької академії.
Навчався у Вищій нормальній школі. Був викладачем історії, інспектором паризького навчального округу, генеральним інспектором середньої освіти, з 1863 по 1869 роки міністром народної освіти.
Найважливіші його реформи: розширення безкоштовності початкового навчання, створення спеціальної середньої освіти (enseignement secondaire spécial), розвиток жіночих навчальних закладів, збільшення числа вищих шкіл, включення до програм середньонавчальних закладів нових мов та обов'язкового викладання гімнастики.
Сини: Альбер (1844—1887) — письменник; Жорж — історик і романіст.

## Твори
- «Geographie politique de la République romaine et de l'Empire» (1838);
- «Geographie historique du moyen âge» (i839); id.
- «De la France» (1840);
- «Histoire des Romains et des peuples soumis à leur domination» (1843-44), згодом перероблене в ширшу працю, що становить головну роботу Дюрюї:
- «Історія римлян з найдавніших часів до смерті Феодосія» (Histoire des Romains, 1883—1886);
- «Histoire de France» (1852);
- «Histoire des Grecs» (1887—1889).